# Dacia Solenza
 (mars 2022).
La Dacia Solenza est une berline compacte roumaine, produite à Piteşti par le constructeur local Dacia entre 2003 et 2005. Remplaçant l’éphémère  SupeRNova, elle aura également une très courte carrière, due notamment à l’arrivée de la nouvelle Logan dès l’automne 2004.

## Histoire
Dernière évolution de la Nova, la Solenza est lancée en 2003, en remplacement de la SupeRNova. Elle est disponible comme cette dernière dans une unique version cinq portes avec le même moteur 1.4 MPI, et en cinq finitions : Europa, Confort, Rapsodie, Clima et Scala. Dans cette dernière version haut de gamme, facturée aux environs de 6 000 €, on retrouve la climatisation, les vitres électriques à l’avant, un coussin gonflable de sécurité pour le conducteur, un autoradio, la peinture métallisée, mais pas encore l’ABS.
Un diesel 1.9 D de 63 ch fait son apparition en 2004, alors que la future Logan est sur le point d’être finalisée.
Inaugurant le nouveau style Dacia et bénéficiant d’une qualité de fabrication alors jamais vue sur une voiture roumaine, la Solenza s’est pourtant fait très discrète en Europe : en effet, sa commercialisation s’est limitée à la Roumanie et aux  pays voisins, tels que la Bulgarie, la Hongrie ou la Serbie, où elle avait pour principale concurrente la russe Lada 110.
La Solenza cohabitera quelques mois avec la Logan, avant de s’éteindre dans l’anonymat en 2005, après avoir été fabriquée à 79 209 exemplaires,,.

## Galerie

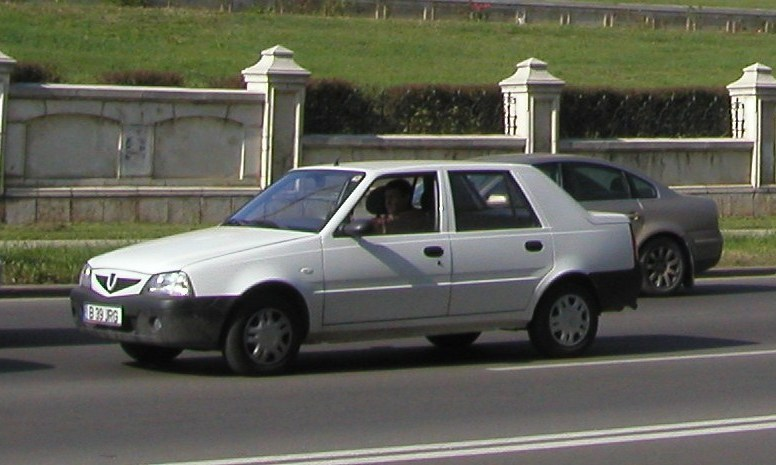
Dacia Solenza (modèle d’entrée de gamme).
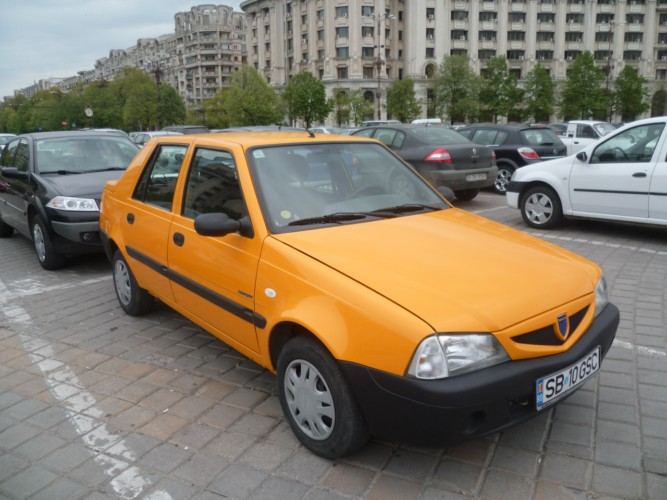
Dacia Solenza Confort.
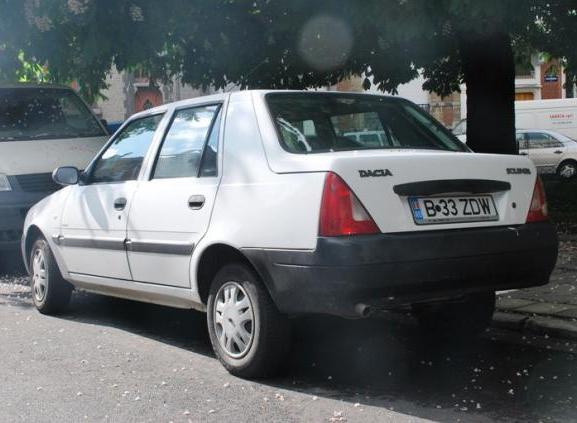
Dacia Solenza, vue arrière.

## Sources
- Bernard Vermeylen, Voitures des pays de l'Est, Boulogne-Billancourt, ETAI, 2008, 239 p. (ISBN 9782726888087, OCLC 470767381)